# Comandra umbellata
Comandra umbellata är en sandelträdsväxtart som först beskrevs av Carl von Linné, och fick sitt nu gällande namn av Thomas Nuttall. Comandra umbellata ingår i släktet Comandra och familjen sandelträdsväxter.

## Underarter
Arten delas in i följande underarter:
- C. u. californica
- C. u. elegans
- C. u. pallida
- C. u. umbellata